# 大頭隱棘杜父魚
大頭隱棘杜父魚（学名：Psychrolutes macrocephalus）為輻鰭魚綱鮋形目杜父魚亞目隱棘杜父魚科的一種深海魚類，其种加词“macrocephalus”意为“大头的”。分布於東南大西洋南非開普敦西部海域，棲息深度419-1012公尺，體長可達30公分，棲息在底層水域，生活習性不明。